# Sant'Ambrogio (Zoagli)
Sant'Ambrogio è una frazione del comune ligure di Zoagli, nella città metropolitana di Genova.

## Geografia e storia

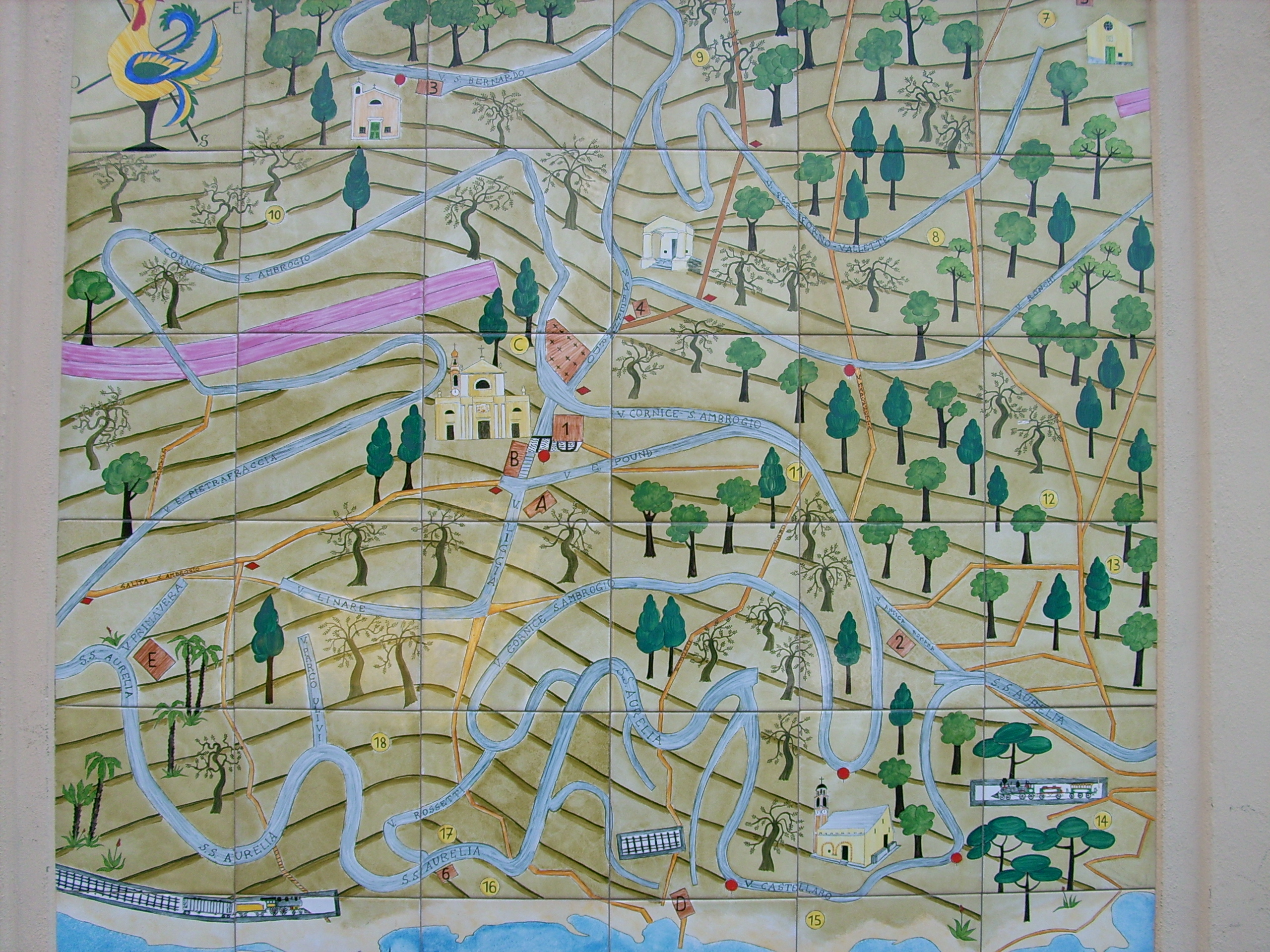
Mappa geografica, in piastrelle di ceramica, del territorio di Sant'Ambrogio.

La frazione è situata su un colle a 198 m s.l.m. nel tratto geografico tra Rapallo e Zoagli. Dal piazzale della locale chiesa parrocchiale omonima è possibile ammirare un notevole panorama sul golfo del Tigullio e in particolare sulla città rapallese e su tutto il promontorio del Monte di Portofino.
La prima citazione ufficiale della località, la più grande del comune zoagliese, è documentata in un atto del 984 dove viene menzionata assieme alla chiesa.
Sant'Ambrogio, così come si può dedurre dal toponimo, fu legata ai vescovi di Milano che nell'VIII secolo, durante il soggiorno obbligato a Genova, a seguito della calata dei Longobardi, edificarono il primitivo edificio religioso.
Storicamente la frazione seguì le vicende storiche della vicina Rapallo rientrando, dal XIII secolo, dapprima nella podesteria di Chiavari e, dal 1608, nel capitaneato di Rapallo; la divisione del territorio fu compresa nei confini dell'antico sestiere rapallese di Borzoli.
Con la fine della Repubblica di Genova, sul finire del 1797, e l'istituzione della Repubblica Ligure si costituì la municipalità di Zoagli che inglobò Sant'Ambrogio come sua frazione.
Fanno parte del territorio le località Mexi, Sexi e Ca' del Frate.

## Monumenti e luoghi d'interesse

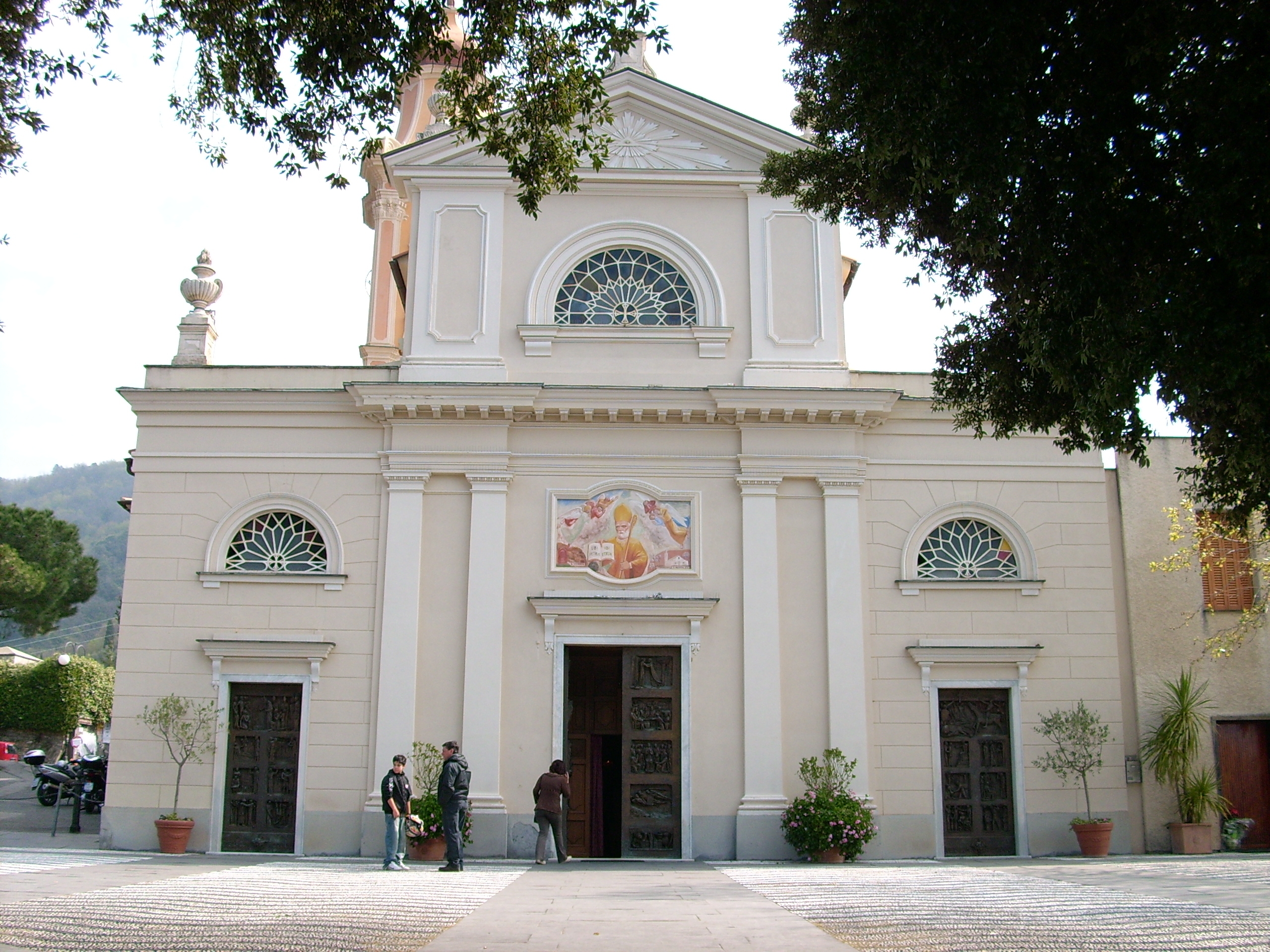
Chiesa parrocchiale di Sant'Ambrogio.

### Luoghi di culto
- Chiesa parrocchiale di Sant'Ambrogio. Secondo alcune fonti storiche la chiesa fu fondata dai vescovi di Milano nell'VIII secolo; la prima citazione ufficiale è risalente al 984. L'edificio, uno dei più antichi del vicariato di Rapallo-Santa Margherita Ligure, è stata eletta al titolo di Prevostura il 14 marzo del 1907 e dedicata dal vescovo della diocesi di Chiavari, monsignor Daniele Ferrari, l'8 agosto del 1981. Tra le opere conservate vi sono all'interno sculture di Nicola Neonato.
- Luoghi di interesse storico
- Villa "Pound": Villa in cui soggiornò per diversi anni lo scrittore e poeta statunitense Ezra Pound. In questo luogo scrisse diversi sonetti dedicati alla località in cui aveva deciso di trascorrere parte della vecchiaia prima di recarsi a Venezia. Una targa in marmo sulla parete della villa ne ricorda i suoi trascorsi.
- Trattoria Ca' del Frate: antica trattoria Ligure posta in un'antica casa del XV secolo con all'interno oggettistiche antiche del mondo rurale Ligure. Molti personaggi dal 1969 ad oggi hanno frequentato il posto tra cui Ezra Pound solito a pranzare nel tavolo riservato e ora dedicato sulla terrazza, Julio Iglesias, personaggi del jet set e dello sport.

## Infrastrutture e trasporti
Distante dal centro di Zoagli circa tre chilometri è possibile raggiungere la frazione attraverso la strada statale 1 Via Aurelia e quindi utilizzando un'apposita strada comunale molto panoramica e suggestiva, detta Cornice.
Sant'Ambrogio è servita dal trasporto pubblico gestito da AMT (Genova) con partenze dai centri di Rapallo e Zoagli.